# National Aboriginal Consultative Committee
De National Aboriginal Consultative Committee (afgekort NACC) was een Australisch adviesorgaan voor Aboriginals opgericht in 1972. Het was de eerste officiële politieke stem van de Aboriginalbevolking sinds het continent door de Europeanen werd gekoloniseerd.

## Geschiedenis
Decennialang hebben diverse Australische regeringen geprobeerd om de Aboriginals een politieke stem te geven. Een eerste aanzet werd vlak na de verkiezingen van 1972 gedaan met de vorming van het Department of Aboriginal Affairs (DAA). Dit speciale ministerie van Aboriginalzaken werd belast met de oprichting van een adviesorgaan dat in de toekomst als bemiddelaar tussen de Aboriginalbevolking en de overheid moest optreden. Het resultaat was de National Aboriginal Consultative Committee (NACC), een commissie die louter uit Aboriginals bestond en die dankzij een speciaal verkiezingssysteem vrij representatief was.
De NACC bestond uit 41 Aboriginalvertegenwoordigers, onder wie Alf Agius, Phillip Hall, Harry Hall, Valmai McKay, Tom Williams, Edward Bennell en Bruce McGuiness.

## Invloed
De NACC had slechts beperkte politieke invloed. Het orgaan mocht alleen advies uitbrengen en had geen uitvoerende macht. Ook had het nauwelijks controle over financiële middelen. De NACC eiste daarom vrijwel onmiddellijk meer beslissingsbevoegdheden. Dit leidde in 1974 tot een conflict met minister van Aboriginalzaken Jim Cavanagh. De laatste dreigde de financiële steun aan de NACC stop te zetten. De commissie bleef op gespannen voet staan met het ministerie en boette snel aan effectiviteit in. Onder de liberale regering-Fraser werd de commissie vervangen door de National Aboriginal Conference (NAC).

## Kritiek
De NACC werd onder de Aboriginalbevolking zeer wisselend ontvangen. Activist Chicka Dixon, zelf een Aboriginal, stond positief tegenover het adviesorgaan, maar Aboriginalsenator Neville Bonner zag het als een uitwas van apartheid. Als lid van de Liberale Partij was Bonner een fervent tegenstander van gescheiden oplossingen. Hij was bang dat Aboriginals nu niet meer naar vertegenwoordiging in het Australisch parlement zouden streven, zoals hij had gedaan.